# خشندرق
خشندرق یکی از روستاهای استان آذربایجان شرقی است که در دهستان اوجان شرقی بخش تیکمه‌داش شهرستان بستان‌آباد (اوجان) واقع شده‌است.این روستا ۴۴۰ نفر جمعیت دارد.